# Mathathane
Mathathane is een dorp in het district Central in Botswana. De plaats telt 2672 inwoners (2011).